# Inna Osypenková-Radomská
Inna Osypenková-Radomská (ukrajinsky: Інна Володимирівна Осипенко-Радомська; 20. září 1982 Novorajsk) je ukrajinsko-ázerbájdžánská rychlostní kanoistka. Získala pět olympijských medailí, čtyři pro Ukrajinu, tu poslední pak pro Ázerbájdžán, pro jehož občanství se rozhodla v roce 2014. Z pěti jejích olympijských medailí je jedna zlatá, z Pekingu 2008, ze závodu K-1 500 m. Krom toho má dvě stříbra z Londýna 2012 (K-1 500 m, K-1 200 m) a dva bronzy, jednu ze čtyřky z Athén 2004 (K-4 500 m) a jednu z olympiády v Riu 2016 (K-1 200 m). Krom toho je mistryní světa z roku 2010 (K-1 500 m). V roce 2018 však dostala distanc na čtyři roky za doping.